# 18 de Marzo (Brecha 110 entre Sur 82 y Sur 88)
18 de Marzo är en ort i Mexiko.   Den ligger i kommunen Valle Hermoso och delstaten Tamaulipas, i den östra delen av landet, 700 km norr om huvudstaden Mexico City. 18 de Marzo ligger 22 meter över havet och antalet invånare är 127.
Terrängen runt 18 de Marzo är mycket platt. Runt 18 de Marzo är det ganska tätbefolkat, med 90 invånare per kvadratkilometer. Närmaste större samhälle är Valle Hermoso, 10,6 km öster om 18 de Marzo. Trakten runt 18 de Marzo består till största delen av jordbruksmark.